# Fortitude (álbum de Gojira)
Fortitude es el séptimo álbum de la banda francesa de death metal Gojira. El álbum fue el retorno del grupo galo tras cinco años de descanso desde que lanzaron Magma y fue publicado el 30 de abril de 2021. Editado también bajo el sello de Roadrunner Records. Fue grabado y producido por Joe en Silver Cord Studio, su propio estudio en Nueva York y posteriormente, fue mezclado por Andy Wallace, responsable por infinidad de discos que van desde Slayer, Nirvana, Rage Against the Machine y System of a Down, hasta Coldplay.
Votado por los fans como el lanzamiento número 1 en los "5 álbumes más esperados de 2021 de REVOLVER".
Nombrado como el álbum del año en la Encuesta de Críticos de Metal Hammer.

## Concepto del álbum y diseño gráfico
Fortitude se inspira en la filosofía tibetana y tailandesa que Joe Duplantier, guitarrista y cantante de la banda, leyó durante su juventud."El libro tibetano de la vida y la muerte de Sogyal Rimpoché es uno de ellos, ¡un libro increíble sobre la muerte! Pero es hermoso".— Dijo que estaban planeando explorar un nuevo territorio en el próximo álbum: "Quiero volver a algunas de las influencias más antiguas que tenemos". "No siempre fuimos una banda de death metal. Antes de eso, era un fan de Dire Straits y Michael Jackson. Tenemos eso en nosotros y algunas cosas progresivas también. Tenemos todas estas cosas y necesitamos expresar eso de alguna manera, mezclado con nuestra propia salsa especial. Estamos trabajando con cosas que a veces son un poco sorprendentes, incluso para nosotros. A veces es como, ¿Qué es esto?"
Joe también creó la portada del álbum, inspirándose en la pintura del siglo XIX Palas Atenea, del artista austriaco Gustav Klimt, y Los caballeros de la Mesa Redonda. Según sus palabras: "Es muy importante porque cada detalle importa. De la forma en que lo vemos, todo, desde el logo de la banda hasta las ilustraciones interiores y entorno al álbum, es importante. La portada va a transmitir una sensación, una textura y un color. El arte conlleva mucho".
Detalló el proceso que realizó mientras estaba confinado, y cómo usó una hoja de pastel para el fondo dorado: — "Estuve haciendo muchos bocetos, trabajando hasta altas horas de la noche, cuando te olvidas del tiempo y es una experiencia maravillosa. Y debo escanear mis dibujos con lo que tengo porque fue durante el confinamiento, no pude ir a comprar un escáner. Lo intenté, pero todo lo que tengo aquí es un escáner de mierda, así que tuve que dividirlo en varias partes". "Fue un poco difícil de hacer, pero hubo una segunda parte donde trabajé en los colores y escaneé un papel dorado que conseguí en una panadería. Se convirtió en un tema del álbum porque quería algo dorado".
Sobre qué simboliza, comentó: "Potencial humano. Fuerza humana. Una persona puede hacer mucho. Además, este álbum es una especie de tributo a todos los pueblos indígenas del mundo. Son los últimos humanos en su sano juicio. Son los únicos que pueden vivir dentro de la naturaleza sin dañarla. Este es un gran problema. Como especie, deberíamos poder preguntarnos: "¿Qué le estamos haciendo a este mundo? ¿Somos un parásito o realmente tenemos algo que ofrecer? ¿Podemos arreglar esto?" Visualmente, recuerdo tener constantemente esta idea de un guerrero sosteniendo una lanza. No sé por qué, pero es un símbolo. También tenemos el escudo. Necesitamos protegernos de todas las tonterías. Necesitamos ser fuertes y el corazón lidera el camino. Por defecto, si actúa con el corazón, no dañará a los demás porque sus decisiones se basarán en el amor, la compasión y la unidad con los demás. Es algo que los humanos necesitan hacer más, ser guiados por el corazón en lugar de los testículos. Me centré en el aspecto de la simetría con el logo, el corazón, el título del álbum y la cara alineada junto con los dos cuernos y hojas que también juegan un papel. El lado derecho del cerebro humano es el lado más activo para resolver problemas, mientras que el lado izquierdo está más en contacto con el reino de los sueños y la inconsciencia del cuerpo. Es importante tener en cuenta que el escudo está en el lado izquierdo del guerrero. Está lleno de hermosos detalles florales. Encuentro esta portada muy rica.

## Antecedentes, producción y mezcla
La producción del álbum comenzó a principios de 2018 en el Silver Cord Studio, Nueva York, su fecha de lanzamiento original programada para junio de 2020, y luego se aplazó hasta septiembre debido a la pandemia de COVID-19.
Desde 2018, Joe Duplantier confirmó que trabajaban en música nueva desde hace tres años. "Por lo general, escribimos, grabamos y lanzamos 12 canciones. Ahora parece que compondremos 100 canciones. Es un acercamiento distinto y es divertido. Tenemos nuevos deseos y una nueva forma de hacer las cosas. Quisiera pensar que será increíble", comentó.
Mario Duplantier sobre cómo la pandemia de Coronavirus afectó el lanzamiento del álbum, dijo: — Finalmente estamos listos para lanzarlo. Y estamos entusiasmados con eso. Continuó diciendo que todas las canciones fueron completamente escritas antes del inicio de la pandemia: "Terminamos con las voces en enero de 2020, y estábamos a punto de mezclar el álbum con Andy Wallace en marzo — alrededor del día 10. Tuvimos que cancelar la mezcla, porque Andy estaba en Florida y no podíamos volar. Pero las canciones estaban listas. Finalmente, después de un año de pandemia, creemos que es el momento adecuado para lanzar este álbum, porque ahora las letras están de actualidad con lo que está pasando en el mundo. El álbum habla de fuerza, es como una búsqueda de coraje, así que en realidad, es el momento perfecto para lanzarlo ahora. Así que hay una segunda dimensión".
"The Chant" se mezcló en The Barber Shop Studios - Hopatcong, Nueva Jersey; "Amazonia", "Another World" y "Born for One Thing" se mezclaron en Criteria Recording Studios, Miami, Forida; "The Trails", "Grind", "New Found", "Hold On", "Sphinx" e "Into the Storm" se mezclaron en Sound Mine Recording Studio - East Stroudsburg, Pensilvania.

## Escritura y composición
Fortitude es una colección de canciones que instan a la humanidad a imaginar un nuevo mundo y luego hacerlo real. El álbum continúa la larga tradición de Gojira de aprovechar su música como un vehículo para el activismo medioambiental con canciones como "Amazonia" y "The Chant".
En el otoño de 2019, el Amazonas estaba en llamas. No solo un pequeño incendio natural, sino acres incendiados por agricultores y madereros que acapararon tierras, matando la vida silvestre y poniendo en peligro a tribus en Brasil y otros países de América del Sur."Hay incendios forestales provenientes de tormentas, pero la mayoría de los incendios provienen de la ignorancia y solo del deseo de ganar dinero. Lo que está haciendo Jair Bolsonaro es criminal", dijo Mario.
Ese mismo día, tomaron sus instrumentos y tocaron con rabia candente. El resultado fue "Amazonia", un himno de groove metal impulsado por un arpa de mandíbula, aumentado por el canto de la garganta e inspirado por el aluvión de percusión tribal.
"The Chant" expresa nuestra intención de poner detrás de cada canción, que es una intención de unificación y compasión, y este canto es claramente un mantra o una oración dirigida al cielo, o dirigida a lo desconocido, o lo que sea el universo". "Es muy indígena, en cierto modo. Y tenemos algo autóctono en nuestra música", explicó Joe."New Found" y "Another World", desean acabar con la crisis de la Tierra anhelando 'otro lugar en el que estar'.
"Magma fue escrito durante un período muy difícil para la banda", dijo Christian. "Transcribió nostalgia, tristeza y, a veces, enfado. Fortitude se centra mucho más en lo que está sucediendo en nuestro planeta... y que es posible cambiar las cosas". "Quería que las personas que escucharon Fortitude no se sintieran tristes o grises", agregó Joe. "Queríamos volver con un álbum que fuera todo lo contrario a Magma; muy brillante, lleno de cosas interesantes, musicalmente rico con un mensaje que inspira fuerza".
Joe explicó el título del álbum: — "Es lo que necesitamos demostrar. Es lo que necesitamos abrazar. Es lo que necesitamos en este mundo que todo es incierto, hasta el futuro cercano. Desde el inicio de la banda, promovimos la compasión contra la competición y el amor contra el odio. El objetivo de 'Fortitude' es inspirar a la gente de ser la mejor versión de ellos mismos y ser fuertes sin importar qué". "Tenemos este poder increíble que ignoramos por completo y aunque apesta despertar por la mañana y quedar atrapado en la rutina de la vida, hay todos estos momentos en los que podemos marcar la diferencia con nuestra actitud; con nuestra percepción; por cómo imaginamos nuestro propio futuro y el futuro de la humanidad". "Es fácil desesperarse y perder la fe, pero en algún momento tienes que averiguar cuál es tu posición. Tienes que preguntarte cuál será tu actitud si este es el fin del mundo tal y como lo conocemos".
Mario explicó cuál fue su rol: — El reto del álbum fue encontrar un sonido donde los cuatro estuvieran de acuerdo musicalmente ya que cuando uno va creciendo le va gustando diversos tipos de sonido: "Quería hacer algo más técnico, algo más cercano a nuestras raíces, por lo que creé el patrón de batería de "Into the Storm" o "Grind" y se lo mostré a los demás". Finalmente los convencí, les dije: "Lo que necesitamos es algo pegadizo, pesado y brutal… como en el pasado". "Pero al mismo tiempo, Joe, trajo al álbum unas voces más melódicas. Todos estamos de acuerdo en que queremos adoptar un aspecto más melódico de nuestra música porque amamos la música, por lo que queremos que Gojira sea algo más grande, y no solo algo extremo. Necesitamos explorar todas las dimensiones: la melódica, la rockera, la parte pesada, todas. Todos estuvimos de acuerdo en que queríamos una mezcla de cosas diferentes".
"Creo que soy más maduro como baterista". "Por ejemplo en el coro, la voz es muy importante, es importante que la batería no tape, ni oculte nada. Así que me dediqué a ser simple porque quiero que la atención esté en la voz". "Me encanta la técnica y aprendí a usarla en donde corresponde,  y tengo que lidiar también con los demás porque no soy el único integrante de la banda". "Aseguró que sus compañeros se impresionan cuando se vuelve loco en la batería, pero que es algo bueno ya que todos están de acuerdo que todo lo quieren simple y con groove".

## Influencias y técnicas empleadas
"Sphinx" emplea la púa alternada de Metallica, los ritmos vertiginosos de Pantera en "Into the Storm", hasta Sepultura en "Amazonia" y "Born for One Thing" y la extremidad progresiva de Death en "Another World". Tomamos mucho del álbum Spiritual Healing. Estos álbumes están totalmente subestimados, pero ese no es el caso porque la gente que conoce estos álbumes los adora. Es solo que mucha gente desconoce a Death o Chuck Schuldiner y el talento de ese tipo". "Todo está en dos cuerdas y la púa toca la cuerda una vez por dos notas debido al golpeador. Y luego está este momento muy lírico más tarde; es lo mismo pero sin la palma mutando las cuerdas".
"Hold On" presenta una conversación entre las voces de múltiples pistas y el riff. "Esta parte es muy querida por mí. Me esforcé mucho para que suene lo más vintage posible mientras mantengo la fuerza de la canción. Es el único momento en el que toco con la pastilla del mástil. Le da esta sensación extraña, porque cuando pasas de la pastilla del puente al mástil, el oído tarda un segundo en acostumbrarse porque hay un cambio de fase de alguna manera". "También me divertí mucho con ese solo. Nunca me gustaron los solos... Esta canción es interesante porque hay un tema principal que tocamos durante todo el proceso y tenemos estos momentos extraños sucediendo, esa parte de la vieja escuela para la recogida del puente y luego el solo de tapping".
"Fortitude" y "The Chant" canalizan un espíritu de música mundial similar. "Soy un gran admirador del multinstrumentista Stephan Micas. ¡Pero nunca antes había tenido una sola conversación sobre este tipo! No es muy famoso en la comunidad del metal, pero lanzó 40 álbumes increíbles y absolutamente hermosos". Dead Can Dance también es una influencia".
"The Chant" tiene un solo verdaderamente salvaje. "Toqué el solo en mi primera guitarra eléctrica. Era una Gibson Flying V que me vendió un amigo cuando era niño. Había un problema con la tierra y encontramos una solución; até una cuerda vieja al puente y me la metí en la boca y la conecté a la corriente. Por alguna razón había un fantasma en esa guitarra. Había un zumbido, así que puse una correa en esa guitarra y me la metí en la boca cuando estaba tocando el solo".
"New Found" emplea el pedal Whammy. ¡Es tan mágico! Empezamos a usarlo en Magma. Nos estamos divirtiendo demasiado con eso; no podemos dejar de usarlo". 
"Sphinx" muestra un raspado de púa que se ha convertido en una tarjeta de presentación de Gojira. "Mi acercamiento a la guitarra es muy físico... pero no sexual. Tengo un enfoque físico para los instrumentos; a veces golpeo la guitarra y sonará 'boom' y lo usaré en una canción. Esa técnica no fue premeditada. Ocurrió en directo durante una gira en 2002 ó 2003. El catalizador... fue la canción "Embrace the World" (The Link). Hacia el final de la canción hay un riff con un deslizamiento de guitarra".

## Vídeos musicales y campañas de donación
El 5 de agosto de 2020, la banda lanzó un video animado para la canción independiente "Another World"."Con gran entusiasmo presentamos nuestra nueva canción", dijo Duplantier en un comunicado de prensa. "Fernando de Magallanes dijo una vez: 'Nos embarcamos en el más audaz de todos los esfuerzos con una voluntad de hierro, para enfrentarnos a un futuro sombrío sin miedo y conquistar lo desconocido. ¿La humanidad está condenada o sobreviviremos a la ira de la naturaleza?' Echa un vistazo a nuestro sombrío futuro, al ver nuestra versión de El planeta de los simios de 1968… ¡Another World!" El videoclip fue dirigido por Maxime Tiberhgien y Sylvain Favre.
El 17 de febrero de 2021, se publicó el vídeo musical de "Born for One Thing", una crítica hacia el consumismo de la cual su cantante, Joe Duplantier, compartió la siguiente reflexión — "Tenemos que practicar el desapego de todo, comenzando por las cosas reales. Ten menos posesiones y regala lo que no necesitas, porque un día tendremos que dejarlo todo, y si no lo hacemos, nos convertiremos en fantasmas atrapados entre dimensiones". El videoclip fue escrito y dirigido por Charles De Meyer, contó con el equipo de Maximiliaan Dierickx y el estudio Octopods. Fue filmado en Francia y Bélgica, en el aparecen los integrantes de la banda tocando en una biblioteca y paralelamente seguimos una historia que ocurre en el Museo de Historia Natural. El vídeo superó el millón de visitas en unos días.
El 26 de marzo de 2021, se estrenó el videoclip de "Amazonia", y la banda dijo: "¡Nuestra nueva canción ya está disponible! Beneficiará a la Articulación de los Pueblos Indígenas de Brasil (APIB), que abogan por los derechos ambientales y culturales de las tribus indígenas en la Amazonía que han sufrido inmensamente, víctimas de deforestación, pérdida de tierras, trabajo forzoso, violencia y acoso". "No queremos solo estrenar una canción llamada Amazonia, queremos hacer algo con ella. Sentimos responsabilidad como artistas en ofrecer a la gente nuestras acciones", declaró Joe. Para finalizar, Mario dijo: "No somos guerreros ecológicos, pero somos seres humanos conscientes y pensamos en la vida y en cómo nos gustaría vivir, esos pensamientos tienen resonancia". La canción va en la senda del álbum Roots de la banda brasileña Sepultura. Joe, descubrió Arise primero, y quedó bastante impresionado, era tan oscuro, rápido y técnico. Fue justo después de descubrir a Death y Morbid Angel. Declaró que eran grandes admiradores de la banda y que estaban particularmente impactados por la simplicidad de Chaos A.D.. Calificó la canción como un homenaje a Sepultura. El videoclip fue dirigido y editado por Charles De Meyer, bajo la orden cinematográfica de Maximiliaan Dierickx y Vincent Moon. Toma imágenes del documental "Híbridos, Los Espíritus de Brasil" de Priscilla Telmon y Vincent Moon.
La llamada Operación Amazonia es una asociación entre los músicos y la APIB, cuya líder Sônia Guajajara representa a más de 300 grupos indígenas. Su objetivo es financiar la construcción de 15 centros de sanidad dentro de territorio nativo, para atender niños y enfermos y garantizar partos seguros, fundamental para la supervivencia cultural y numérica de la comunidad.
Haciendo gala de su conciencia ecológica, organizan una subasta de artículos únicos de la banda y sus amigos. El primer objeto es una guitarra Charvel de Joe Duplantier grabada a mano por él con diseños que celebran la vida silvestre amazónica, además de un bajo Nash Guitars grabado a mano del bajista Robert de Metallica y su esposa artista Chloe Trujillo, una foto impresa exclusiva firmada por Randy Blythe de Lamb of God y un casco de motocicleta Rockhard de Slayer de edición limitada y más... Gojira anunció que la iniciativa benéfica ayudó a recaudar más de 300.000 dólares.
El 12 de abril de 2021, se publicó el vídeo lírico de "Into the Storm", y Joe comentó lo siguiente: "Esta canción está impregnada del concepto de desobediencia civil". "Actuando en consecuencia con nuestra sabiduría más profunda y defendiendo lo que es precioso y bueno en este mundo. La única revolución posible es la que florece en nuestro interior. El cambio vendrá de los individuos. Las leyes están diseñadas para adaptarse y adaptarse a nuestras necesidades vitales. ¡LAS LEYES SE CUMPLIRÁN!"
El 30 de abril de 2021, compartieron el vídeo de "The Chant", es una pista de grabación lenta. Es el material más melódico hasta la fecha. Donde los himnos del pasado fueron impulsados por dinámicas matizadas y arreglos técnicos de guitarra, es lo que los miembros describen como un ritual de curación que emana calidez primordial, que culmina en un coro lleno de armonía que cierra la brecha entre los himnarios antiguos y el rock contemporáneo. Joseph dijo: "Deja que este canto suene en tus huesos y te levante".
"La gran tragedia de mi vida no fue haber sido separado de mi familia, sino el haber perdido la capacidad de extrañarlos tras vivir sin ellos durante décadas", Tsering Topgyal, tibetano exiliado.
Escrito y concebido por el propio Joe y dirigido por Russell Brownley, el vídeo cinematográfico fue filmado en la región de Bengala Occidental de la India en diciembre de 2019. Enfoca la difícil situación de los niños refugiados del Tíbet que huyeron de su tierra natal en un intento por preservar su cultura tras la invasión china del país en 1949. "Este trabajo está inspirado en la lectura de la poesía de Tenzin Tsundue. Un activista tibetano justo, que describe el genocidio cultural perpetrado contra su gente. Siempre hemos sido sensibles a la lucha tibetana. Una de las tradiciones más sabias y compasivas, víctima de las peores violaciones de derechos humanos imaginables desde su invasión en 1949. La cultura tibetana inspiró muchas de nuestras letras y tuvo un profundo impacto en nuestro enfoque de la filosofía y el arte en general. Nuestros pensamientos están con todos los tibetanos. Esperamos que veamos su tierra libre de opresión durante nuestra vida", comentó Duplantier.
El 28 de octubre de 2021, se lanzó el vídeo animado para la canción "Sphinx". Fue dirigido y animado por Zev Deans, quien trabajó con otros artistas como Ghost y St. Vincent, y muestra a la banda tocando en el desierto egipcio frente a una Esfinge. Es una imagen estéticamente agradable combinada con una pista impactante. Cuando termina la canción, una inundación sísmica arrastra uno de los monumentos más antiguos de la Tierra, la Gran Pirámide de Giza, y junto con ella a los miembros de Gojira. El final es francamente escalofriante.
El 1 de julio de 2023, Gojira incendió el Eurockéennes ante 30.000 asistentes. Ese mismo día, Joe, con la bandera de Ucrania sobre sus hombros, firmó y ofreció una de sus guitarras (Charvel Joe Duplantier Pro-Mod San Dimas Style 2 HH Mahogany) a favor de la asociación Fundraising Initiative Music Saves. Creada por la Asociación Ucraniana de Eventos Musicales, esta iniciativa recauda fondos sin ánimo de lucro y tiene como objetivo, en particular, proporcionar ayuda humanitaria (alimentos, medicinas, productos de higiene, etc.)
"Cuando el equipo Eurockéennes nos pidió que nos uniéramos a sus acciones de solidaridad con Ucrania durante el festival, aceptamos inmediatamente", explicó el líder del cuarteto. "Como músicos, tenemos una responsabilidad hacia el mundo y las personas. Nuestros pensamientos están con Ucrania".
Ocean Fest
"El festival con el océano como cabeza de cartel" se celebró durante dos días, el 26 y el 27 de abril de 2024, en la Halle d'Iraty, Biarritz.
Dicho evento fue creado por el periodista y activista Hugo Clément y el músico Kevin Rodrigues en 2022, y los beneficios fueron cedidos a Sea Sheperd Fance, One Voicee Itsas Arima.
"Es algo importante para nosotros y estamos muy orgullosos y muy felices de participar en este evento que sirve a una causa noble", declaró Mario.

## Gira y promoción
El 28 de mayo de 2020, se reprogramó su gira por América del Norte para promocionar Fortitude. La banda contó con el apoyo de la banda estadounidense de metal alternativo Deftones, y realizará una gira por los Estados Unidos del 12 de agosto al 22 de septiembre de 2021. Los conciertos estaban programados originalmente para el verano de 2020, pero la pandemia de COVID-19 pospuso la gira al próximo año.
El 20 de noviembre de 2020, se reprogramó su gira europea y anunció que apoyaría a la banda estadounidense de nu-metal Korn los días 28 y 29 de mayo y el 22 de junio de 2021.
El 25 de mayo de 2021, anunciaron su presencia en el Knotfest 2021, junto a artistas como Slipknot, Faith No More, Megadeth, Lamb of God, Trivium y muchos otros. El evento se celebró el 25 de septiembre en el National Balloon Classic Field en Indianola, Iowa.
El 1 de julio de 2021, anunciaron una gira por el Reino Unido y Europa para 2022. Comenzando la gira en Helsinki, Gojira hará escalas en Oslo, Estocolmo, Copenhague, Berlín, Praga, Budapest y otras ciudades desde enero a febrero y marzo de 2022. En Londres el 4 de marzo para un concierto principal en el Alexandra Palace. Las fechas seguirán en Motorpoint Arena Nottingham (5 de marzo), City Hall de Newcastle (6 de marzo), O2 Academy de Glasgow (8 de marzo), Sala Ulster de Belfast (10 de marzo), Estadio Nacional de Dublín (11 de marzo), O2 Victoria Warehouse de Mánchester (13 de marzo) y Motorpoint Arena de Cardiff (14 de marzo).
El 18 de mayo de 2022, anuncian que Christian Andreu, dejaba la gira de la banda con Deftones para estar con su hijo recién nacido. Aldrick Guadagnino de Klone reemplazó a Andreu el resto de la gira.
En febrero de 2023, este fue el setlist de la gira del Reino Unido e Irlanda: "Born for One Thing", "The Heaviest Matter of the Universe", "Backbone",  "Stranded", "Flying Whales", "The Cell", "The Art of Dying", "Grind", "Silvera", "Our Time is Now", "Another World"
, "L'enfant Sauvage", "The Chant", "The Way of All Flesh", "New Found" y "Amazonia".
En septiembre de 2023, los lectores de Revolver pensaron que Gojira era la mejor banda en directo existente en ese momento.
Instituciones de metal con larga trayectoria pudieron ocupar el puesto número uno (Metallica, Iron Maiden, Slipknot, etc.), pero los franceses se llevaron el oro a casa esa vez.
Siempre mostraron un nivel inigualable de rigidez e intensidad en el escenario, y teniendo los medios para actuar ante miles de metaleros cada noche, sus espectáculos se volvieron mucho más épicos.

## Recepción de la crítica
Fortitude fue recibido con críticas favorables por parte de los críticos musicales. En Metacritic, el álbum recibió una puntuación de 80 sobre 100 según 6 reseñas.
Metal Injection Con Fortitude, Gojira ha trascendido el bombo publicitario, ha satisfecho las expectativas y ha creado un álbum que sin duda aparecerá en muchas de las listas de los mejores de 2021.
Clash Solo Gojira podría hacer un álbum tan impregnado de positividad y fe en el espíritu humano, y luego envolverlo todo en el paquete de heavy metal más conmovedor que recibirás este año.
Kerrang! Este es un álbum importante, no solo porque extiende la paleta de Gojira y consolida su lugar como una de las bandas más hábiles e intransigentes del metal. También son uno de los más inspiradores, ya que exigen fuerza, acción y, sobre todo, fortaleza.
Metal Hammer Fortitude es todo lo que querías de Gojira y más: una impresionante exhibición de pesadez y dedicación al oficio, provocando tonos, pasajes y resonancia emocional que otras bandas simplemente no pueden acceder.
Exclaim! Si aún quedaba alguna duda sobre el potencial de Gojira, Fortitude demuestra inequívocamente que la banda es MVP del metal moderno.
AllMusic Un nuevo y valiente capítulo en la continua evolución musical de Gojira a medida que entrelazan sonidos antiguos con nuevos para crear un tapiz sónico que muestra una imaginación sorprendente, una inteligencia humana y musical que invita a la reflexión, emociones complejas y un inmenso poder físico.
Revolver Gojira lo volvió a hacer. El séptimo LP de los titanes del prog-metal francés, Fortitude, refina y pule su fórmula característica — riffs descomunales, cantos racheados, ritmos sagrados — mientras se adentra en sus inclinaciones más pegadizas y experimentales. En este punto, Gojira es una máquina bien engrasada, y Fortitude los está operando con la máxima eficiencia.

## Reconocimientos
Another World su primer sencillo en cuatro años, se convirtió en su primera canción en las listas de éxitos de Billboard, debutando en el n.° 12 en las ventas de canciones digitales de Hard Rock y en el n.° 25 en la lista de canciones Hot Hard Rock. NPR aclamó esta canción como un éxito apocalíptico, mientras que Stereogum declaró: Gojira es una de las instituciones de metal underground más importantes de este siglo.
Fortitude, debutó en el puesto n.º 12 en su primera semana, en la lista general de popularidad Billboard 200, con 27.372 copias vendidas. De ese recuento, 24.104 fueron ventas reales, lo que llevó a Fortitude a su debut n.º 1 en la lista de ventas de álbumes principales. Eso lo colocó por debajo del gran estreno de Khaled Khaled, el nuevo trabajo de DJ Khaled, que obtuvo 94.000 unidades de copias equivalentes. Pero, de ese total, sólo 15.000 fueron ventas reales de álbumes, técnicamente, Gojira superó en ventas al nuevo álbum de DJ Khaled. Fortitude vendió más copias que cualquier otro la semana pasada en los Estados Unidos.
Fue n.º 1 en mejores álbumes de Billboard, n.º 1 en álbumes de rock actuales, n.º 2 en álbumes de Internet actuales, n.º 2 en álbumes de vinilo LP, n.º 1 en álbumes de música dura actuales y n.º 12 en Billboard 200 con todos los géneros.
Además, fue la mejor semana de ventas de apertura en la historia de Gojira. Su obra de 2016, Magma, alcanzó el n°. 24 en el Billboard 200 y vendió 17.000 unidades, mientras que su récord anterior, L'enfant Sauvage de 2012, alcanzó el n°. 34 y vendió solo 11.000 copias.
También se aseguró la posición más alta en las listas de su carrera en Francia, debutando en el n.º 2. Incluso logró entrar en el Top 10 en Australia, Finlandia, Alemania, Noruega, Suecia y el Reino Unido.

## Lista de canciones
| N.º | Título               | Escritor(es)                 | Duración |  |
| 1.  | «Born for One Thing» | J. Duplantier, M. Duplantier | 4:20     |  |
| 2.  | «Amazonia»           | J. Duplantier, M. Duplantier | 5:00     |  |
| 3.  | «Another World»      | J. Duplantier, M. Duplantier | 4:24     |  |
| 4.  | «Hold On»            | J. Duplantier, M. Duplantier | 5:30     |  |
| 5.  | «New Found»          | J. Duplantier, M. Duplantier | 6:36     |  |
| 6.  | «Fortitude»          | J. Duplantier, M. Duplantier | 2:07     |  |
| 7.  | «The Chant»          | J. Duplantier, M. Duplantier | 5:12     |  |
| 8.  | «Sphinx»             | J. Duplantier, M. Duplantier | 4:00     |  |
| 9.  | «Into the Storm»     | J. Duplantier, M. Duplantier | 5:02     |  |
| 10. | «The Trails»         | J. Duplantier, M. Duplantier | 4:07     |  |
| 11. | «Grind»              | J. Duplantier, M. Duplantier | 5:34     |  |

## Pistas adicionales japonesas
| N.º | Título     | Duración |  |
| 12. | «Silvera»  | 3:57     |  |
| 13. | «Backbone» | 6:23     |  |
| 14. | «Pray»     | 10:20    |  |

Grabadas en el Anfiteatro Red Rocks el 11 de mayo de 2017

## Personal
Gojira
- Joe Duplantier – voz, guitarra
- Christian Andreu – guitarra
- Jean-Michel Labadie – bajo
- Mario Duplantier – batería

Adicional
- Ted Jensen – masterización
- Andy Wallace - mezcla
- Jamie Vertz – mezcla, ingeniería
- Johann Meyer – ingeniería adicional
- Taylor Bingley – ingeniería adicional
- Adriana Vanella – voz en Amazonia
- Joe Duplantier – portada del álbum
- Joe Duplantier – diseño
- Gabrielle Duplantier – fotografía de la banda